# Communauté de communes du Pays thibérien
La communauté de communes du Pays thibérien est une ancienne communauté de communes française située dans le pays Périgord vert, dans le département de la Dordogne, en région Nouvelle-Aquitaine.

## Historique
La communauté de communes du Pays thibérien a été créée le 7 décembre 2001 pour une prise d'effet au 1er janvier 2002.
Par arrêté préfectoral du 30 décembre 2011,  les communes de Ligueux, Négrondes, Saint-Front-d'Alemps et Sorges la rejoignent au 1er janvier 2012.
Au 1er janvier 2017, la communauté de communes du Pays thibérien est dissoute et ses communes sont rattachées à la communauté de communes des Marches du Périg'Or Limousin Thiviers-Jumilhac,, hormis Sorges et Ligueux en Périgord qui rejoint la communauté d'agglomération Le Grand Périgueux.

## Composition
De 2002 à 2011, la communauté de communes du Pays thibérien se composait de onze communes. Au 30 décembre 2011, quatre communes l'ont rejointe, portant leur nombre à quinze.
Au 1er janvier 2016, le nombre de communes est descendu à quatorze, avec la création de la commune nouvelle de Sorges et Ligueux en Périgord, en remplacement des communes de Ligueux et de Sorges.
| Nom                           | Code Insee | Gentilé                 | Superficie (km2) | Population (dernière pop. légale) | Densité (hab./km2) |
| ----------------------------- | ---------- | ----------------------- | ---------------- | --------------------------------- | ------------------ |
| Thiviers (siège)              | 24551      | Thibériens              | 27,77            | 2 962 (2014)                      | 107                |
| Corgnac-sur-l'Isle            | 24134      | Corgnacois              | 20,61            | 809 (2014)                        | 39                 |
| Eyzerac                       | 24171      | Eyzeracois              | 11,03            | 558 (2014)                        | 51                 |
| Lempzours                     | 24238      | Lempzouriens            | 10,87            | 137 (2014)                        | 13                 |
| Nantheuil                     | 24304      | Nantheuillais           | 16,82            | 958 (2014)                        | 57                 |
| Nanthiat                      | 24305      | Nanthiacois             | 11,12            | 248 (2014)                        | 22                 |
| Négrondes                     | 24308      | Négrondais              | 20,15            | 835 (2014)                        | 41                 |
| Saint-Front-d'Alemps          | 24408      | Saint-Frontais-d'Alemps | 19,02            | 266 (2014)                        | 14                 |
| Saint-Jean-de-Côle            | 24425      | Jean-Côlois             | 12,70            | 368 (2014)                        | 29                 |
| Saint-Martin-de-Fressengeas   | 24453      | Saint-Martinais         | 20,84            | 363 (2014)                        | 17                 |
| Saint-Pierre-de-Côle          | 24485      | Pétrus-Coliens          | 19,85            | 485 (2014)                        | 24                 |
| Saint-Romain-et-Saint-Clément | 24496      | Romaniclémentiens       | 13,80            | 331 (2014)                        | 24                 |
| Sorges et Ligueux en Périgord | 24540      |                         | 54,04            | 1 562 (2014)                      | 29                 |
| Vaunac                        | 24567      | Vaunacois               | 13,78            | 277 (2014)                        | 20                 |

## Démographie
L'évolution démographique ci-dessous concerne l'intercommunalité depuis sa création (2002) et selon son périmètre depuis 2012.
| 2008   | 2013   | 2014   |
| ------ | ------ | ------ |
| 10 360 | 10 237 | 10 159 |

## Représentation
À partir du renouvellement des conseils municipaux de mars 2014, le nombre de délégués siégeant au conseil communautaire était le suivant : cinq communes disposaient d'un siège et cinq autres de deux sièges. Les cinq plus peuplées en avaient plus (trois pour Corgnac-sur-l'Isle et Négrondes, quatre pour Nantheuil et Sorges, et huit pour Thiviers), ce qui faisait un total de trente-sept conseillers communautaires.

## Administration
| Période                                  | Période       | Identité      | Étiquette | Qualité                                         |
| ---------------------------------------- | ------------- | ------------- | --------- | ----------------------------------------------- |
| janvier 2002                             | avril 2014    | Michel Jaccou | UMP       | Maire de Thiviers (2001-2014)                   |
| avril 2014                               | décembre 2016 | Michel Augeix | DVD       | Adjoint au maire de Saint-Martin-de-Fressengeas |
| Les données manquantes sont à compléter. |               |               |           |                                                 |

## Compétences
En 2016, l'intercommunalité exerce 21 compétences, listées ci-dessous.
- Environnement et cadre de vie :
  - assainissement non collectif ;
  - traitement des déchets des ménages et déchets assimilés ;
  - autres actions environnementales.
- Services funéraires : crématorium.
- Sanitaires et sociales :
  - aide sociale facultative ;
  - action sociale.
- Développement et aménagement économiques :
  - création, aménagement, entretien et gestion de zone d'activités industrielle, commerciale, tertiaire, artisanale ou touristique ;
  - action de développement économique (soutien des activités industrielles, commerciales ou de l'emploi, soutien des activités agricoles et forestières...).
- Développement et aménagement social et culturel :
  - construction ou aménagement, entretien, gestion d'équipements ou d'établissements culturels, socioculturels, socio-éducatifs ;
  - activités péri-scolaires ;
  - activités culturelles ou socioculturelles.
- Aménagement de l'espace.
  - schéma de cohérence territoriale (SCOT) ;
  - schéma de secteur ;
  - création et réalisation de zone d'aménagement concertée (ZAC) ;
  - constitution de réserves foncières ;
  - prise en considération d'un programme d'aménagement d'ensemble et détermination des secteurs d'aménagement au sens du code de l'urbanisme ;
  - études et programmation.
- Voirie : création, aménagement et entretien de la voirie.
- Développement touristique.
- Logement et habitat : opération programmée d'amélioration de l'habitat (OPAH).
- Autres : NTIC (Internet, câble...).

### Sources
- Le SPLAF (Site sur la Population et les Limites Administratives de la France)